# Reino de Albania
El Reino de Albania (en albanés gheg: Mbretnija Shqiptare; albanés estándar: Mbretëria Shqiptare) fue una monarquía constitucional establecida en Albania desde la disolución de la República Albanesa en 1928 hasta la ocupación italiana en 1939. Durante estos años, Albania se convirtió de facto en un protectorado de la Italia fascista. El país fue gobernado principalmente por el rey Zog I, que había sido jefe de Estado y primer ministro durante el periodo republicano y se había coronado a sí mismo rey. El reino se presentaba como una restauración de la identidad real de Skanderbeg, héroe nacional albanés del siglo XV. El reino fue apoyado por el Reino de Italia y los dos países mantuvieron estrechas relaciones hasta la invasión italiana. Tras la disolución del Imperio otomano en 1922, Albania fue el único estado europeo con un monarca musulmán.

## Historia

### Instauración de la monarquía
Ahmet Zogu ya había sido primer ministro de la República Albanesa desde 1922 y desde 1925 fue presidente de la república, tras autoproclamarse como tal. En 1928 se aseguró el consentimiento de la Asamblea Nacional de Albania para proceder a su propia disolución. Una nueva Asamblea constituyente enmendó la Constitución, convirtiendo a Albania en un reino y transformando a Zogu en Zog I como "Rey de los Albaneses". La nueva constitución abolió el Senado albanés con la creación de una Asamblea unicameral, pero también permitió al rey Zog conservar los poderes dictatoriales que había disfrutado durante su etapa como Presidente. La realeza fue establecida en Albania por la Asamblea constituyente y Zog fue oficialmente proclamado Rey. Este reino se autoproclamó heredero del reino del antiguo caudillo albanés durante la Edad Media, Skanderbeg, aunque Albania había obtenido su independencia del Imperio otomano poco antes de la Primera Guerra Mundial, en 1913. 
Poco después de su coronación, Zog rompió su compromiso matrimonial con la hija del antiguo primer ministro Shefqet Vërlaci, tras lo cual Vërlaci retiró su apoyo al nuevo rey y comenzó a conspirar contra él. Zog había acumulado un gran número de enemigos con los años, lo que le llevó a rodearse de una potente guardia personal y a aparecer en público raramente. De hecho, durante una visita a Viena en 1931, Zog escapó por poco de un intento de asesinato en la entrada de la Ópera Estatal.
Albania podría haber aspirado a entrar en la Entente de los Balcanes, pero la dependencia económico-financiera de Italia dejaba a Zog I en una situación precaria y finalmente no se llevó a cabo ninguna acción. En noviembre de 1926 delegaciones diplomáticas de Italia y Albania firmaron el Pacto de Tirana, por el cual el país balcánico pasaba a quedar bajo "protección" italiana. Un año más tarde, en noviembre de 1927 ambos países firmaron un tratado de alianza. El país quedó así convertido en un protectorado italiano.

### Reformas gubernamentales
Pobre y aislada, durante décadas Albania permaneció atrasada en el desarrollo social y educativo con respecto a otros países balcánicos. A mediados de los años 30 solo el 13% de la población vivía en ciudades y el analfabetismo afectaba a un elevado porcentaje de la población. Alrededor del 90% de los campesinos del país practicaban la agricultura de subsistencia, empleando antiguos métodos e instrumentos como arados de madera. Gran parte de las tierras agrícolas más fértiles del país se encontraban bajo el agua de pantanos infestados de malaria.  Albania carecía de un sistema bancario, de ferrocarriles, puertos modernos, un ejército eficiente, universidades o de una prensa moderna.
Por ende, los albaneses tenían la mayor tasa de nacimientos en Europa, pero también la mayor tasa de mortalidad infantil, por lo que la esperanza de vida no pasaba de los 38 años. 
Durante el periodo de crisis económica de 1929-1933, en 1931 el rey Zog solicitó a los italianos un préstamo de 100 millones de francos oro, que le fue concedido por el gobierno fascista de Mussolini. Pero en 1932 y 1933, Albania no pudo hacer frente al pago de los intereses del préstamo y ello dejó tanto al país como al monarca en una situación de mayor dependencia respecto a Italia. A cambio, los italianos exigieron el nombramiento de técnicos y oficiales italianos para puestos en el Ejército, la Gendarmería real, banca, etc. En el plano del comercio y las exportaciones, Albania firmó un convenio comercial que convirtió a Italia en la principal nación más favorecida en el comercio con el país balcánico.
Zog eliminó la ley islámica hasta entonces vigente y la remplazó por el Código civil suizo, tal y como ya había hecho Mustafa Kemal Atatürk en Turquía. También intentó llevar a cabo el desarrollo de la industria o las infraestructuras, pero el país no se hallaba en modo alguno preparado para poder satisfacer los planes del monarca.

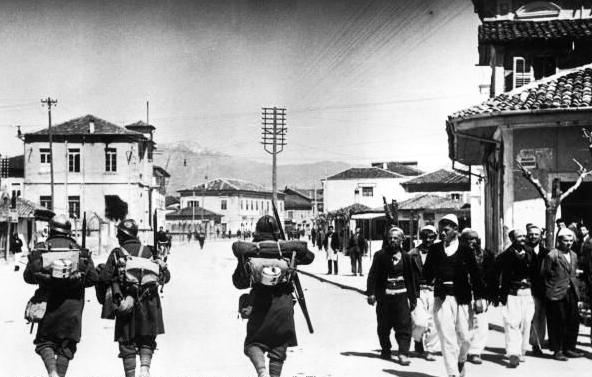
Invasión del país por tropas italianas.

### Ocupación italiana
El Reino de Italia invadió Albania el 7 de abril de 1939. La invasión se produjo en gran parte fruto de los celos de Mussolini por la forma en la que Hitler expandía su territorio a través de Europa con las anexiones de Austria y Checoslovaquia. Aunque la principal intención de Mussolini era invadir Grecia, y así resucitar al antiguo Imperio romano, también requería de una herramienta geográfica que Albania podría constituir como tal. La resistencia armada albanesa fue ineficiente a priori ante las fuerzas italianas. El rey y su gobierno fueron forzados al exilio y Albania cesó de facto de ser un estado independiente. Sin embargo, el régimen italiano estableció un gobierno títere conforme a una nueva Constitución que convertía a Albania en una colonia italiana. El trono albanés le fue otorgado al rey Víctor Manuel III, que gobernó hasta la rendición de Italia el 3 de septiembre de 1943.

## Legado
Cuando Zog I abandonó Albania, todavía era el monarca legítimo del país, pero nunca trató seriamente de recuperar el trono. Los partisanos comunistas durante y después de la guerra, respaldados por Yugoslavia y la Unión Soviética, reprimieron los movimientos nacionalistas albaneses e instalaron un régimen estalinista que estaría en el poder durante cerca de 46 años. Al rey Zog le fue prohibida la entrada a Albania por las autoridades comunistas y vivió en el exilio durante el resto de su vida.